# حزب الاستقلال (إسرائيل)
حزب الإستقلال ( (بالعبرية: העצמאות‏) هاعاتسمائوت) كان حزبًا سياسيًا في إسرائيل، أسسه وزير الدفاع السابق إيهود باراك في 17 يناير 2011، بعد أن انشق هو وأربعة أعضاء كنيست آخرين من حزب العمل.
وكان هدفه عند تأسيسه ترسيخ نفسه كحزب سياسي "وسطي وصهيوني وديمقراطي" مستقل.  وقد تأسس على بقايا حزب الطريق الثالث.  وبعد تسعة أيام من إعلان باراك اعتزاله السياسة، أُعلن أن حزب الاستقلال لن يشارك في انتخابات الكنيست عام 2013.

## تاريخ
واعتبر الانشقاق بمثابة خطوة استباقية قبل أن يتصرف أعضاء الكنيست الآخرون من حزب العمل بناءً على إنذارهم إما بالسماح لحزب العمل بمغادرة ائتلاف بنيامين نتنياهو بسبب تعثر عملية السلام أو إجبار رئيس حزب العمل آنذاك باراك على مواجهة العواقب داخل حزبه. وأدى انقسام حزب العمل إلى تمكين باراك من الحفاظ على فصيل من أعضاء الكنيست من حزب العمل موالين له داخل ائتلاف نتنياهو، مما منع خروج جميع أعضاء الكنيست من حزب العمل البالغ عددهم 13 من الائتلاف.
واعتبارًا من 17 يناير 2011، حصل الائتلاف على دعم 66 من أصل 120 عضوًا في الكنيست، مقارنة بـ 74 قبل ذلك. وبما أن حزب العمل كان في كثير من الأحيان شريكًا ائتلافيًا غير موثوق به في تصويت الكنيست، فإن انخفاض عدد أعضاء الكنيست لم يزد من خطر التصويت بحجب الثقة. وتم اعتبار نتنياهو من قبل المحللين باعتباره الرابح الأكبر من الانقسام،   وذُكر أنه شارك في صنع الصفقة السياسية خلف الكواليس. 
وقال باراك إنه سئم الاقتتال الداخلي داخل حزب العمل واتهم بقية أعضاء حزب العمل "بالتحرك بعيدًا نحو الطرف الحمائمي من الطيف السياسي". وكان الفصيل الأكثر يسارية أيضاً حذراً من قرب باراك من رئيس الوزراء نتنياهو.  وانسحب دانييل بن سيمون من حزب العمل احتجاجا على قرار باراك بالبقاء في الحكومة. 
وذكرت عضو الكنيست إينات ويلف في المؤتمر الصحفي: "ليس كل شيء خطأنا، بل بعضه خطأ الفلسطينيين"، في إشارة إلى الحجة التي أدت إلى رحيل حزب الاستقلال عن حزب العمل.  وقالت ويلف أيضًا إن الحزب لا يمكنه البقاء متحدًا لأن أحد الفصائل كان يتجه نحو "أقصى يسار السياسة الإسرائيلية"، بينما يعتقد الجانب الآخر أن الحكومة الحالية كانت شراكة فعالة.  ومع ذلك، أدان باقي أعضاء حزب العمل هذه الخطوة. وقال إيتان كابل إنها "ستدمر الحزب"،  ووصفتها شيلي يحيموفيتش بأنها "خطوة فاسدة وانتهازية تهدف إلى إنقاذ مقعد باراك في الحكومة". وأنه جلب كارثة على حزب العمال. 
وكان دانييل بن سيمون قد صرح قبل الانقسام بأنه سيصبح عضو كنيست مستقل بسبب استمرار حزب العمل في مواقعه في حكومة رئيس الوزراء بنيامين نتنياهو. كما كان أفيشاي برافرمان وزير الأقليات، وإسحق هرتسوغ، وزير الشؤون الاجتماعية، يعتزمان الاستقالة بعد الانقسام. 
وفي خطوة لتجنب أشهر من البيروقراطية في تسجيل حزب جديد، تفاوض باراك مع زعيمه أفيغدور كاهلاني حول الاستيلاء على "الطريق الثالث". وشغل حزب "الطريق الثالث" مقاعد في الكنيست بين عامي 1996 و1999، وعلى الرغم من أنه توقف فعليًا عن العمل بعد خسارته في انتخابات عام 1999، إلا أنه ظل حزبًا مسجلاً.  ووافقت لجنة الكنيست على طلب حزب الاستقلال تسلم تسجيل حزب الطريق الثالث، وهو القرار اللازم للحصول على تمويل من الدولة. 
انعقد المؤتمر التأسيسي للحزب في مايو 2011 بحضور ثمانين عضوًا. وصادق المؤتمر على النظام الأساسي للحزب وتعيين باراك رئيساً له. وفي سبتمبر 2011، تم تغيير اسم الفصيل رسميًا إلى "حزب الاستقلال" من خلال مسجل الحزب الوطني.  في فبراير 2012، استقال الوزير ماتان فيلناي من منصبه في الحكومة والكنيست ليصبح سفير إسرائيل لدى الصين، وأدى شاشيف شنان اليمين بدلاً من ذلك. 

## التمثيل الحكومي
وبعد يوم واحد من تشكيل الحزب، تم منح أربعة من أعضاء الكنيست الخمسة مناصب وزارية؛ وبقي باراك وزيراً للدفاع، وحصل فيلناي على منصب وزير الجبهة الداخلية الجديد، وأصبح نوكيد وزيراً للزراعة، وأصبح سمحون وزيراً للصناعة والتجارة والعمل ووزيراً للأقليات  دون أن يتمتع حزبهم بميزة المشاركة في الانتخابات.

## أعضاء الكنيست
ستة أشخاص يمثلون الحزب في الكنيست:
- ايهود باراك

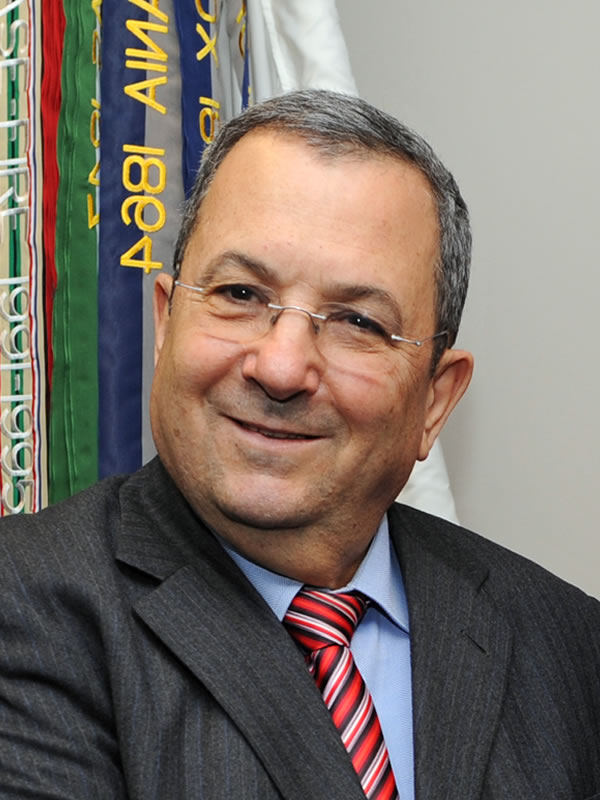
مؤسس الحزب ايهود باراك

- متان فلنائي – استقال وحل محله شاشيف شنان
- شالوم سمحون
- أوريت نوكيد
- اينات ويلف

## روابط خارجية
- الموقع الرسمي باللغة العبرية
- الصفحة على الكنيست - الاستقلال